# Vamos Là!
Vamos Là! (ばもら！, Bamora!) est un manga écrit et dessiné par Yoshimi Osada. Les vingt épisodes qui le composent ont été prépubliés entre 2008 et 2010 dans le magazine Comic Flapper, et ont ensuite été compilés en trois volumes. La version français est éditée par les éditions Bamboo Édition dans leur collection Doki-Doki avec une traduction de Sébastien Ludmann.

## Synopsis
L'intrigue suit Yu Kamazaki, une lycéenne qui manque de confiance en elle-même et qui craint le regard des autres. Avec son caractère très agressif elle ne laisse personne s'approcher d'elle et n'a pas d'amis. Lors de la rentrée scolaire, elle rencontre Asami Kume, une fille dynamique et populaire qui lui propose de rejoindre son club de futsal qui organise des entrainements sur le toit du lycée. Fascinée par la personnalité de Kume, elle rejoint le groupe et se surprend à aimer ce sport et la compagnie des autres membres. Une nouvelle vie commence alors pour elle, même si elle ne parvient toujours pas à contrôler ses émotions et ses réactions.

## Liste des personnages
- Yû Kamasaki : Élève de seconde année au lycée, elle n'a ni amis ni vie sociale en raison de son caractère agressif et de la distance qu'elle prend continuellement avec les autres élèves. Sa vie change le jour où Asami Kume lui propose de rejoindre son club de futsal.
- Asami Kume : Élève de seconde année au lycée très populaire grâce à son physique avantageux, son intelligence, son dynamisme, sa bonne humeur et ses qualités de sportive. Lors de la rentrée des classes, elle va spontanément vers Yû et lui propose ensuite d'intégrer le club de futsal du lycée dont elle est la présidente. Bien qu'elle soit une sportive de très bon niveau, son but premier et de s'amuser avec ses amis et de rendre les gens heureux. Cependant, à cause de l'hypocrisie des autres élèves qui sont tombés sous son charme, elle commettra parfois des maladresses, mais fera toujours tout pour se faire pardonner.
- Mai Yuriki : Membre du club de futsal, elle est en conflit ouvert permanent avec Yû pour diverses raisons, elles restent toutes les deux néanmoins très proches.
- Chiharu Urakabe : Redoublante pour cause d'absentéisme, elle tente de se faire une nouvelle personnalité pour repartir dans la vie, elle adhère aussi au club de futsal et deviendra amie avec Yû.
- Satoshi Okada : Membre du club de football, il assiste souvent à l'entrainement du club de futsal où jouent ses amies. Il est amoureux depuis l'école primaire de Yû mais n'a jamais eu le courage de le lui avouer. Il est très ami avec Taisuke Takase, l'un des meilleurs joueurs de l'équipe de football et est le frère d'Emi Okada, qu'il a entrainé au futsal et qui rejoindra le club grâce à Yû.

Les autres membres du club de futsal :
- Kayo Tsuzuki
- Sayaka Satô